# Hexatoma (Hexatoma) mediocornis
Hexatoma (Hexatoma) mediocornis is een tweevleugelige uit de familie steltmuggen (Limoniidae). De soort komt voor in het Oriëntaals gebied.